# Taurus PT 24/7
A Pistola Taurus 24/7 (comercializada como Taurus PT 24/7) é uma arma de fogo produzida pela empresa brasileira Taurus Armas, em sua fábrica de São Leopoldo, no estado do Rio Grande do Sul, Brasil. 
A arma tem sua armação em polímero, ferrolho em teniferizado ou inoxidável fosco e cano em aço. Foi desenvolvida unicamente para o uso policial ostensivo, por isso é uma arma leve com bom aparelho de pontaria, o que permite acertar um alvo a 30 metros de distância e 90 metros no disparo de precisão, utilizando-se suas variantes aparelhadas com canos mais longos.
Arma de fácil manejo e com bom poder de fogo, tem ínsito em seu projeto que sem o cão correspondia à tese de que, assim como a pistola Glock, seria mais resistente a lama, chuva e poeira do que as outras pistolas fabricadas pela empresa Forjas Taurus S.A como a famosa PT 100 e a PT 940, enquanto seu tamanho e projeto da armação seriam inspirados pelos da pistola HK USP alemã, com o propósito de intimidar o opressor, já que seu uso se dá ao policiamento ostensivo. No entanto, a pistola não alcançou o propósito desejado, sendo certo que se mostrou menos resistente que o esperado e menos confiável que o necessário, sendo uma pistola tipicamente limitada ao uso urbano pelas forças auxiliares.
O modelo 24/7 LD destina-se ao tiro esportivo, vez que o calibre .38 SA possui menos recuo que o 40S&W, além .

## Variantes
- PT 24/7 PRO Tactical LS DS.
- PT 24/7 DAO.
- PT 24/7 PRO TRAINING I.
- PT 24/7 PRO TRAINING II.
- PT 24/7 OSS.
- PT 24/7 OSS DS.

## Descrição da arma
- Segurança: trava do percursor, trava do gatilho, indicador do cartucho na câmara, trava manual externa e desarmador do percursor ambidestros.
- Acabamento: ferrolho teniferizado ou inoxidável fosco.
- Outros materiais: cano e ferrolho em aço, punho em polímero.
- Outras Características: retém do carregador e do ferrolho ambidestros, inserts do punho intercambiáveis em 3 tamanhos (backstraps).

## Observação
- A Taurus PT 24/7, têm sido alvo de polêmica entre os atiradores que a utilizam, devido a inúmeras falhas causadas por defeitos de fabricação que causam incidentes e acidentes de tiro, além do mau funcionamento da arma. Os casos relatados abrangem uma série de acontecimentos, tais como problemas nos reténs do carregador, do ferrolho, da trava de segurança, pistolas disparando mesmo estando travadas e sobretudo, armas que disparam rajadas (inúmeros tiros de uma só vez), o que causa a perda do controle do atirador sobre a arma, havendo casos nos quais o disparo atingiu o próprio atirador.

## Utilizadores
- Sistema Penitenciário Federal.
- Brigada Militar do Rio Grande do Sul
- Policia civil do estado do Ceará.
- Polícia Civil da Bahia;
- Polícia Civil do Estado do Paraná.
- Polícia Militar do Amazonas
- Polícia Militar de São Paulo.
- Polícia Militar do Distrito Federal.
- Polícia Militar de Goiás.
- Polícia Militar do Mato Grosso do Sul.
- Polícia Militar do Pernambuco.
- Polícia Militar do Sergipe.
- Polícia Militar do Pará.
- Polícia Militar do Paraná.
- Polícia Militar de Roraima.
- Policia Civil do Estado de Santa Catarina.
- Policia Militar do Ceará
- Policia Federal do Brasil
- Polícia Militar de Alagoas